# Tearin' Into Trouble
Pour plus de détails, voir Fiche technique et Distribution.
Tearin' Into Trouble est un film américain réalisé par Richard Thorpe, sorti en 1927.

## Synopsis
Billy Martin, qui a volé un cheval, rencontre Wally Tilland et l'assomme pour lui voler sa voiture et ses vêtements. Habillé avec ceux de Billy, Wally est pris pour le voleur par Ruth, la sœur de Billy, et il est arrêté. Ruth trouve Billy blessé mortellement lors de sa fuite. Il lui confesse le vol du cheval et l'attaque d'une banque. Ruth arrive au procès de Wally avec l'argent, les vrais coupables sont arrêtés et Ruth et Wally sont heureux ensemble.

## Fiche technique
- Titre original : Tearin' Into Trouble
- Réalisation : Richard Thorpe
- Scénario : Betty Burbridge
- Photographie : Ray Ries
- Production : Lester F. Scott Jr.
- Société de production : Action Pictures
- Société de distribution : Pathé Exchange
- Pays de production :  États-Unis
- Langue originale : anglais
- Format : noir et blanc — 35 mm — 1,37:1 — Film muet
- Genre : Western
- Durée : 5 bobines - 1 366 m
- Date de sortie :
  - États-Unis : 20 mars 1927

## Distribution
- Wally Wales : Wally Tilland
- Olive Hasbrouck : Ruth Martin
- Walter Brennan : Billy Martin
- Tom Bay : Johnnie
- Nita Cavalier : Maisie